# كوشك مور (غرمسار كرمان)
کوشک مور (بالفارسية: کوشک مور) هي منطقة سكنية تقع في إيران في قسم مردهك الریفي. يقدر عدد سكانها بـ 1,175 نسمة .